# Pavel Maslák
Pavel Maslák (ur. 21 lutego 1991 w Hawierzowie) – czeski lekkoatleta specjalizujący się w biegach sprinterskich.
Na początku kariery największe sukcesy osiągnął w biegu na 200 metrów – w tej konkurencji był piąty na mistrzostwach Europy juniorów w 2009 oraz siódmy na mistrzostwach świata juniorów w 2010. Na tym dystansie zdobył brązowy medal młodzieżowych mistrzostw Europy w Ostrawie w 2011. Pobiegł w finale biegu na 400 metrów podczas halowych mistrzostw świata w Stambule (2012). Mistrz Europy z 2012. Dwukrotny medalista halowych mistrzostw Europy (2013). W tym samym roku zdobył brąz na młodzieżowych mistrzostwach Europy w Tampere oraz zajął 5. miejsce w biegu na 400 metrów podczas mistrzostw świata w Moskwie. Reprezentant kraju w drużynowych mistrzostwach Europy oraz medalista mistrzostw Czech. W 2014 roku został halowym mistrzem świata na 400 metrów, a dwa lata później obronił ten tytuł. Srebrny medalista europejskiego czempionatu w Amsterdamie (2016) oraz złoty i brązowy medalista halowych mistrzostw Europy z Belgradu (2017) odpowiednio na 400 i w sztafecie 4 × 400 metrów. Halowy mistrz świata z Birmingham (2018).
W 2012 został wybrany  wschodzącą gwiazdą europejskiej lekkoatletyki w plebiscycie European Athletics.

## Wyniki
| Rok  | Zawody                                   | Miasto         | Konkurencja        | Wynik      | Pozycja |
| ---- | ---------------------------------------- | -------------- | ------------------ | ---------- | ------- |
| 2007 | Mistrzostwa świata juniorów młodszych    | Ostrawa        | Bieg na 400 m      | Eliminacje | –       |
| 2008 | Mistrzostwa świata juniorów              | Bydgoszcz      | Bieg na 100 m      | Eliminacje | 31.     |
| 2009 | Mistrzostwa Europy juniorów              | Nowy Sad       | Bieg na 200 m      | 21,19      | 5.      |
| 2010 | Mistrzostwa świata juniorów              | Moncton        | Bieg na 200 m      | 21,13      | 7.      |
| 2010 | Mistrzostwa świata juniorów              | Moncton        | Sztafeta 4 × 100 m | Eliminacje | DNF     |
| 2011 | Halowe mistrzostwa Europy                | Paryż          | Bieg na 400 m      | Eliminacje | 20.     |
| 2011 | Drużynowe mistrzostwa Europy – superliga | Sztokholm      | Bieg na 200 m      | 20,91      | 4.      |
| 2011 | Drużynowe mistrzostwa Europy – superliga | Sztokholm      | Sztafeta 4 × 400 m | 3:06,76    | 7.      |
| 2011 | Młodzieżowe mistrzostwa Europy           | Ostrawa        | Bieg na 200 m      | 20,67      | brąz    |
| 2011 | Młodzieżowe mistrzostwa Europy           | Ostrawa        | Sztafeta 4 × 100 m | 39,41      | 5.      |
| 2011 | Mistrzostwa świata                       | Daegu          | Bieg na 200 m      | Półfinał   | 14.     |
| 2012 | Halowe mistrzostwa świata                | Stambuł        | Bieg na 400 m      | 46,19      | 5.      |
| 2012 | Mistrzostwa Europy                       | Helsinki       | Bieg na 400 m      | 45,24      | złoto   |
| 2012 | Mistrzostwa Europy                       | Helsinki       | Sztafeta 4 × 400 m | 3:02,72    | 5.      |
| 2012 | Igrzyska olimpijskie                     | Londyn         | Bieg na 200 m      | Eliminacje | 25.     |
| 2012 | Igrzyska olimpijskie                     | Londyn         | Bieg na 400 m      | Półfinał   | 12.     |
| 2013 | Halowe mistrzostwa Europy                | Göteborg       | Bieg na 400 m      | 45,66      | złoto   |
| 2013 | Halowe mistrzostwa Europy                | Göteborg       | Sztafeta 4 × 400 m | 3:07,64    | brąz    |
| 2013 | Drużynowe mistrzostwa Europy – I liga    | Dublin         | Bieg na 200 m      | 21,20      | 1.      |
| 2013 | Drużynowe mistrzostwa Europy – I liga    | Dublin         | Sztafeta 4 × 100 m | 40,08      | 4.      |
| 2013 | Młodzieżowe mistrzostwa Europy           | Tampere        | Bieg na 200 m      | 20,49      | brąz    |
| 2013 | Młodzieżowe mistrzostwa Europy           | Tampere        | Sztafeta 4 × 100 m | 39,23      | 5.      |
| 2013 | Młodzieżowe mistrzostwa Europy           | Tampere        | Sztafeta 4 × 400 m | 3:05,82    | 6.      |
| 2013 | Mistrzostwa świata                       | Moskwa         | Bieg na 400 m      | 44,91      | 5.      |
| 2013 | Mistrzostwa świata                       | Moskwa         | Sztafeta 4 × 400 m | Eliminacje | 19.     |
| 2014 | Halowe mistrzostwa świata                | Sopot          | Bieg na 400 m      | 45,24      | złoto   |
| 2015 | Halowe mistrzostwa Europy                | Praga          | Bieg na 400 m      | 45,33      | złoto   |
| 2015 | Halowe mistrzostwa Europy                | Praga          | Sztafeta 4 × 400 m | 3:04,09    | brąz    |
| 2015 | Drużynowe mistrzostwa Europy – I liga    | Heraklion      | Bieg na 400 m      | 45,57      | 1.      |
| 2015 | Drużynowe mistrzostwa Europy – I liga    | Heraklion      | Sztafeta 4 × 400 m | 3:04,52    | 1.      |
| 2015 | Mistrzostwa świata                       | Pekin          | Bieg na 400 m      | Eliminacje | 22.     |
| 2016 | Halowe mistrzostwa świata                | Portland       | Bieg na 400 m      | 45,44      | złoto   |
| 2016 | Mistrzostwa Europy                       | Amsterdam      | Bieg na 400 m      | 45,36      | srebro  |
| 2016 | Mistrzostwa Europy                       | Amsterdam      | Sztafeta 4 × 400 m | 3:03,86    | 4.      |
| 2016 | Igrzyska olimpijskie                     | Rio de Janeiro | Bieg na 400 m      | Półfinał   | 16.     |
| 2017 | Halowe mistrzostwa Europy                | Belgrad        | Bieg na 400 m      | 45,77      | złoto   |
| 2017 | Halowe mistrzostwa Europy                | Belgrad        | Sztafeta 4 × 400 m | 3:08,60    | brąz    |
| 2017 | Drużynowe mistrzostwa Europy – superliga | Lille          | Bieg na 200 m      | 20,66      | 4.      |
| 2017 | Drużynowe mistrzostwa Europy – superliga | Lille          | Sztafeta 4 × 400 m | 3:03,31    | 3.      |
| 2017 | Mistrzostwa świata                       | Londyn         | Bieg na 400 m      | Półfinał   | 17.     |
| 2018 | Halowe mistrzostwa świata                | Birmingham     | Bieg na 400 m      | 45,47      | złoto   |
| 2018 | Halowe mistrzostwa świata                | Birmingham     | Sztafeta 4 × 400 m | 3:04,87    | 5.      |
| 2018 | Mistrzostwa Europy                       | Berlin         | Bieg na 400 m      | Półfinał   | 16.     |
| 2018 | Mistrzostwa Europy                       | Berlin         | Sztafeta 4 × 100 m | DNS        | DNS     |
| 2018 | Mistrzostwa Europy                       | Berlin         | Sztafeta 4 × 400 m | 3:03,00    | 7.      |
| 2019 | IAAF World Relays                        | Jokohama       | Sztafeta 4 × 100 m | Bieg B     | 3.      |
| 2019 | Drużynowe mistrzostwa Europy – superliga | Bydgoszcz      | Bieg na 200 m      | 20,76      | 5.      |
| 2019 | Drużynowe mistrzostwa Europy – superliga | Bydgoszcz      | Sztafeta 4 × 100 m | DSQ        | DSQ     |
| 2021 | Halowe mistrzostwa Europy                | Toruń          | sztafeta 4 × 400 m | 3:06,54    | srebro  |
| 2021 | World Athletics Relays                   | Chorzów        | sztafeta 4 × 400 m | Eliminacje | 10.     |
| 2021 | Drużynowe mistrzostwa Europy – I liga    | Kluż-Napoka    | Bieg na 400 m      | 46,54      | 3.      |
| 2021 | Drużynowe mistrzostwa Europy – I liga    | Kluż-Napoka    | Sztafeta 4 × 400 m | 3:02,42    | 1.      |
| 2021 | Igrzyska olimpijskie                     | Tokio          | bieg na 400 m      | Eliminacje | 40.     |
| 2021 | Igrzyska olimpijskie                     | Tokio          | sztafeta 4 × 400 m | Eliminacje | 15.     |
| 2022 | Halowe mistrzostwa świata                | Belgrad        | sztafeta 4 × 400 m | 3:07,98    | 5.      |
| 2022 | Halowe mistrzostwa świata                | Belgrad        | bieg na 400 m      | Eliminacje | 18.     |
| 2022 | Mistrzostwa świata                       | Eugene         | sztafeta 4 × 400 m | 3:01,63    | 8.      |
| 2022 | Mistrzostwa Europy                       | Monachium      | bieg na 400 m      | Półfinał   | 20.     |
| 2022 | Mistrzostwa Europy                       | Monachium      | sztafeta 4 × 400 m | 3:01,82    | 7.      |
| 2023 | Mistrzostwa świata                       | Budapeszt      | sztafeta 4 × 400 m | Eliminacje | 12.     |

## Rekordy życiowe
Stadion
- Bieg na 100 metrów – 10,30 (10 czerwca 2017, Trzyniec) / 10,22w (2 lipca 2011, Brno)
- Bieg na 200 metrów – 20,46 (11 czerwca 2017, Trzyniec) były rekord Czech
- Bieg na 300 metrów – 31,80 (28 czerwca 2017, Ostrawa)
- Bieg na 400 metrów – 44,79 (9 maja 2014, Doha) rekord Czech
- Bieg na 500 metrów – 1:00,35 (2 sierpnia 2013, Cheb)
- Bieg na 110 metrów przez płotki – 15,02 (22 sierpnia 2009, Brzecław)
- Bieg na 400 metrów przez płotki – 53,53 (19 sierpnia 2010, Zurych)
- Sztafeta 4 × 100 metrów – 38,94 (12 sierpnia 2018, Berlin)
- Sztafeta 4 × 400 metrów – 3:00,99 (26 sierpnia 2023, Budapeszt) rekord Czech

Hala
- Bieg na 60 metrów – 6,65 (15 lutego 2014, Praga)
- Bieg na 200 metrów – 20,52 (16 lutego 2014, Praga) rekord Czech
- Bieg na 300 metrów – 32,15 (9 lutego 2014, Gandawa) halowy rekord Europy
- Bieg na 400 metrów – 45,24 (8 marca 2014, Sopot) rekord Czech
- Bieg na 500 metrów – 1:00,36 (25 lutego 2014, Praga) rekord Czech
- Sztafeta 4 × 400 metrów – 3:04,09 (8 marca 2015, Praga) rekord Czech